# Лела, Петар
Петар Лела (хорв. Petar Lela; род. 17 марта 1994, Сплит) — хорватский футболист, защитник немецкого клуба региональной лиги «Запад» «Дюрен».

## Карьера
Петар Лела начал играть в футбол в 8 лет, в Хорватии играл за юношеские команды «Приморац 1929» и «Сплит». В марте 2014 года подписал контракт с тираспольским «Шерифом». 12 мая 2014 года, в заключительном матче чемпионата Молдавии 2013/14 Петар дебютировал за основную команду «Шерифа», в игре против «Тирасполя» Лела появился с первых минут и отыграл весь поединок, матч окончился минимальной победой «Шерифа», а по итогам сезона команда стала чемпионом страны. В январе 2015 года был объявлено о расторжении контракта между «Шерифом» и Лелой по обоюдному согласию сторон.

## Статистика выступлений
| 2013/14                | Шериф         | Молдавия | 1 | 0 |
| 2014/15                | Шериф         | Молдавия | 1 | 0 |
| 2014/15                | Славен Белупо | Хорватия | 2 | 0 |
| 2015/16                | Славен Белупо | Хорватия |   |   |
| Обновлено 29 июня 2015 |               |          |   |   |

## Достижения
- Чемпион Молдавии: 2013/14